# Tunguliðsá
Tunguliðsá är en liten flod på ön Vágar på Färöarna som rinner igenom byn Sørvágur. Den fortsätter in i en annan liten flod kallad Hanusará.